# Jezus (film 1979)
Jezus (ang. Jesus) – amerykański film religijny opowiadający historię życia Jezusa Chrystusa według Ewangelii świętego Łukasza.

## O filmie
Prace nad filmem trwały 5 lat, gdyż realizatorom zależało na wiernym odtworzeniu obrazu życia Palestyny w czasach Jezusa. W realizacji wzięło udział blisko 5000 aktorów i statystów, a dla potrzeb filmu wykonano 4000 kostiumów. Film wszedł na ekrany w 1979 roku i okazał się frekwencyjnym i kasowym sukcesem. Został przetłumaczony na ponad 600 języków (w tym na polski, a obejrzało go do tej pory ponad 3 miliardy widzów na całym świecie.

## Obsada
- Brian Deacon – Jezus Chrystus
- Rivka Neuman – Maryja
- Richard Kiley – narrator/ewangelista Łukasz Ewangelista
- Joseph Shiloach – Józef
- Milo Rafi – Szymon Apostoł
- Gad Roll – Andrzej Apostoł
- Mosko Alkalai – Mateusz
- Eli Danker – Judasz Iskariota
- Peter Frye – Poncjusz Piłat
- Talia Shapira – Maria Magdalena
- Richard Peterson – Herod Antypas
- Shmuel Tal – Jan
- Kobi Assaf – Filip

## Polski dubbing
Film z dubbingiem po raz pierwszy ukazał się w połowie lat 90. na kasetach video nakładem fundacji Ruchu Nowego Życia.
W 1999 roku powstała nowa, skrócona wersja filmu, stworzona z okazji Wielkiego Jubileuszu Roku 2000, wydana po raz pierwszy w lutym 2000 roku na kasetach video z wykorzystaniem już istniejącej wersji dubbingu, a następnie na DVD.
W tym samym roku firma Millennium Films International zdecydowała się na zlecenie nowej wersji dubbingu, do której zostały przygotowane w Polsce nowe efekty dźwiękowe, motywy muzyczne i animacje komputerowe. Nagrania trwały od sierpnia do grudnia 2000 roku. Premiera nowej wersji dubbingu miała miejsce 23 grudnia 2000 roku o godzinie 13.50 na antenie TVP1, film był też powtarzany przez TV Polonia w dniach 15-16 kwietnia 2001 roku i TVP3 30 marca 2002 roku.
Reedycja filmu na kasetach video i płytach DVD z nową wersją dubbingu miała miejsce w lutym 2001 roku w ramach edycji specjalnej.